# فيك جاكسون
فيك جاكسون (25 أكتوبر 1916 في أستراليا - 30 يناير 1965) (بالإنجليزية: Vic Jackson)‏ هو لاعب كريكت أسترالي.

## وصلات خارجية
- فيك جاكسون على موقع إي آس بي آن كريك إنفو (الإنجليزية)